# 叶干运
叶干运（1924年8月—2013年10月19日），男，福州闽侯人，中国皮肤性病学与麻风病学专家，曾任中国医学科学院皮肤病研究所研究员、博士生导师，中国麻风防治协会副理事长，第六、七届全国人大代表。